# Kovacsik Tamás (politikus)
Kovacsik Tamás (Alsógöd, 1953. március 27. – Vác, 2022. május 26.) gödi önkormányzati képviselő.

## Élete
Harmadik generációs gödi volt. Szülei Kovacsik László (1925–1992) és Berghoffer Ilona (1926–2002). Az általános iskolát Alsógödön végezte, majd középiskolai tanulmányait a budapesti Puskás Tivadar Távközléstechnikai Szakközépiskolában folytatta.
Felesége Szilassy Márta, gyermeke Kovacsik Tamás, az Ismerős Arcok zenekar dobosa.

## Munkássága
Alapító tagja volt a Szabad Demokraták Szövetsége gödi szervezetének. Amikor 1994-ben az SZDSZ koalícióra lépett a Magyar Szocialista Párttal, árulást kiáltva kilépett a pártból. Még ugyanebben az évben Hantos Lászlóval megalapították a Gödi Lokálpatrióta Egyesületet, és az 1994-es önkormányzati választásokon az egyesület színeiben indult. Első két ciklusát a Gödi Lokálpatrióta Egyesület képviselőjeként töltötte, majd a „balra tolódás veszélye miatt” Hantossal felfüggesztették a szervezetet, és függetlenként folytatta politikai pályáját. A 2000-es évek első évtizede közepétől a Fidesz-KDNP kérte fel, hogy támogassa frakciójukat.
1991 óta vett részt a gödi közéletben. 1994-től kezdve 25 éven keresztül volt önkormányzati képviselő. 2006-tól a Városfejlesztési és Környezetvédelmi Bizottság elnöke, majd Pest Megye Önkormányzatának képviselőjeként először az Egészségügyi és Gyermekvédelem, utána pedig a Gazdasági és Pénzügyi Bizottság tagjaként teljesítette feladatait. Részese volt a Pest Megyei Területfejlesztési Program elkészítésének. 2014-ben indult a polgármesteri címért. 2021-ben Balogh Csaba polgármester tanácsadó munkakörrel, illetve az alsógödi Duna-parton lévő Széchenyi Csárda és a mellette lévő csónakház teljes újjáépítésének levezénylésével bízta meg, de erre halála miatt már nem kerülhetett sor.
A Gödi Körkép című havilap rendszeres szerzője volt, témái középpontjában többnyire az alsógödi Duna-part, annak múltja és jelene állt.
1991-ben megalapította a Gödi Beszélő című havilapot, amelynek rendszeres szerzője volt.

## Emlékezete

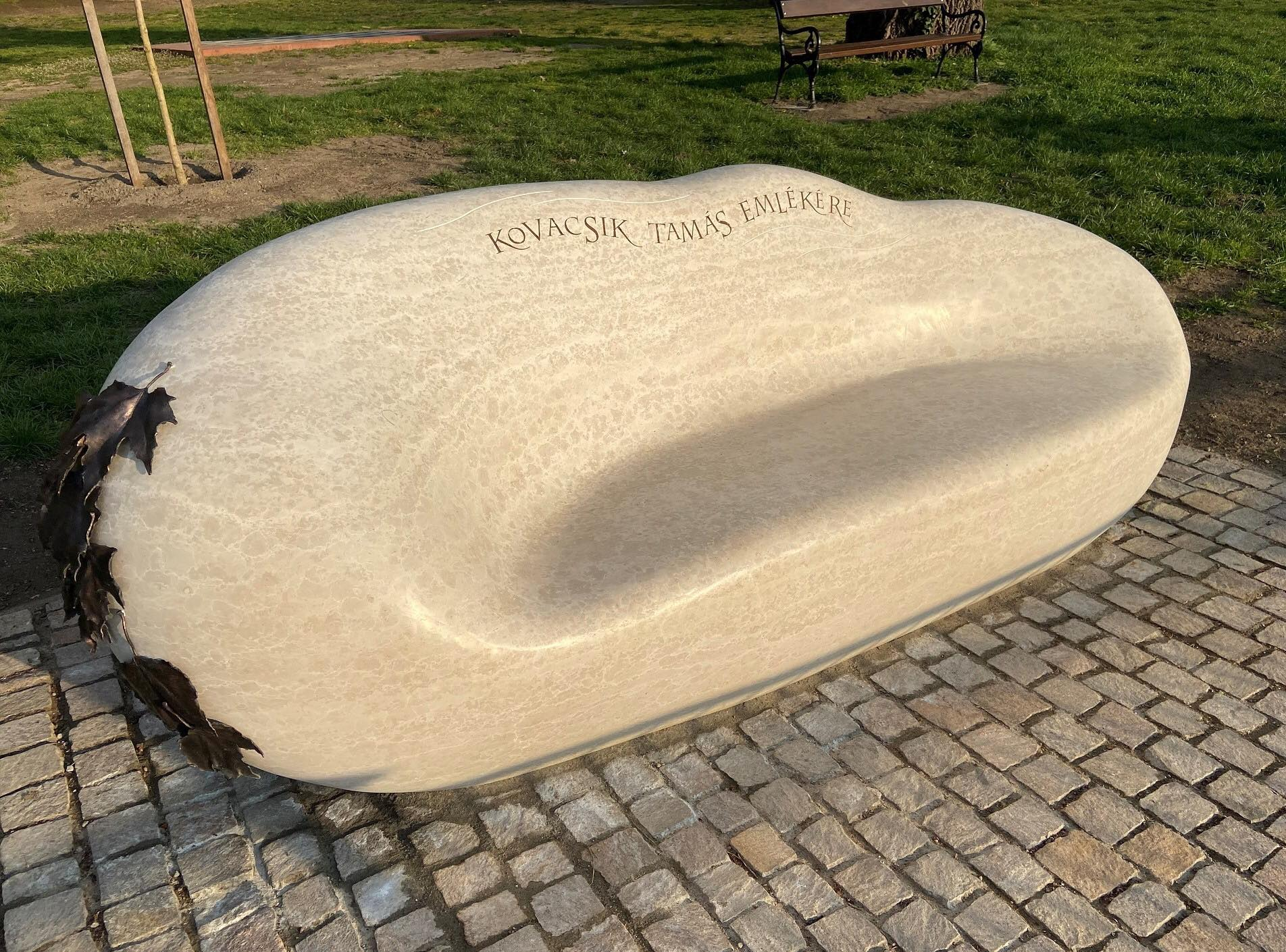
Kovacsik Tamás emlékpad

Emlékét a közadakozásból és családi hozzájárulással megvalósult, az alsógödi Duna-part Gróf Széchenyi Ödön parkjában lévő, Tóth Dávid szobrászművész által készített emlékpad őrzi.

## Nevéhez kötődő főbb városfejlesztési projektek
- kezdeményezésére és irányítása alatt valósult meg a gödi Feneketlen tó teljes rekonstrukciója[2][3] (1999-es kotrása, a tó helyén állt szemétdomb felszámolása, a környék fásítása)
- egyik fő szervezője az alsógödi árvízi védelemnek.[9]
- aktív részese a 18 éven át tartó tavaszi alsógödi Duna-part szemétszedési akcióinak.[3]
- több mint 1000 fa ültetésének szervezése[2][10]
- a Tűzoltószertár felújítása[3][10]
- az alsógödi Kossuth tér teljes rekonstrukciója [2][3]
- a József Attila Művelődési Ház környékének felújítása[3]
- a 4-es (dunai) körzetben lévő utcák több mint 80%-ának aszfaltozása[3]
- a középgödi vasúti állomás – Pesti Ferenc tér – rekonstrukciója és az aluljáró felújítása[11]
- az alsógödi dunai szabadstrand létrehozása[12]
- az alsógödi Duna-parti sétány teljes rekonstrukciója,[13] a part játszóterének létrehozása, a teljes partszakasz fásítása, a part századelős lépcsőjének felújítása,[14] a Széchényi forrás (régi nevén Zsuzsi-forrás) felújítása és környezetének rendbetétele[3]
- Gróf Széchenyi Ödön park kialakításában való aktív részvétel[3]
- Göd város fasorainak felmérése és térinformatikai rendszerbe illesztése[3]
- a Svájci sétány rehabilitációja[15]
- utcafásítási terv és szakmai koncepció elkészítése[3]
- temetők térinformatikai rendszerbe illesztése[3]
- fedett buszmegállók készíttetése a gödi Piarista Szakiskolával, majd ezek létesítése a 2-es főút mellett[16]
- alsó és felsőgödi óvodaépítések koordinációja[13]
- Nemeskéri temetőben a Majerffy-sír felújítása és a sírkert kialakítása[3][17]
- a gödi Kincsem-istálló rekonstrukciója[17] és a Kincsem lovasszobor megvalósulásának koordinálása[18] Tóth Béla szobrásszal[16]